# Tamím katari emír
Tamím bin Hamád al-Tání sejk (arabul: الشيخ تميم بن حمد آل ثاني; 1980. június 3. –) Katar nyolcadik emírje. 2013. június 25-én vette át az állam vezetését, miután apja, az előző emír lemondott. Trónra lépésekor a harminchárom éves Tamím volt a világ legfiatalabb uralkodója.

## Tanulmányai
Tamím bin Hamád 1980. június 3-án született Katar fővárosában, Dohában. Apja Hamad ibn Halífa Al Táni emír, anyja pedig annak második felesége, Mozah bint Nasszer Al Misszned. Tamím az emír negyedik fia. Angliai elit iskolákban tanult, előbb a Sherborne Schoolban, majd a Harrow Schoolban. 1998-ban végzett a Sandhursti Királyi Katonai Akadémián.

## Pályafutása
Tamím herceg a Katari Fegyveres Erők alhadnagyaként kezdte pályafutását. 2003. augusztus 5-én jelentették be, hogy ő lett a trónörökös, miután Dzsasszed bátyja apjuk nyomására lemondott a pozícióról. Ekkortól kezdődött felkészítése az uralkodásra, különböző fontos állami tisztségeket töltött be. Szorosabbra fűzte a kapcsolatokat a szomszédos Szaúd-Arábiával és állítólag ő állt amögött, hogy Katar támogatta a Moammer Kadhafi rendszere ellen felkelt líbiai lázadókat. 2009-ben kinevezték az emírség fegyveres erőinek főparancsnok-helyettesévé.
Tamím jelentős lépéseket tett, hogy erősítse Katar befolyását a világ sportéletében. 2005-ben megalapította a Qatar Sport Investments-t, amely más befektetések mellett megvásárolta a Paris Saint-Germain FC futballcsapatot. 2006-ban ő volt a 15. Ázsiai Játékok szervezőbizottságának elnöke. Elérte hogy a játékok történetében először valamennyi tagország részt vegyen a Dohában megrendezett eseményen. Tagja a Nemzetközi Olimpiai Bizottságnak és vezetője a nemzeti olimpiai bizottságnak is. Az ő szervezőképességének köszönhető, hogy országa elnyerte a 2014-es úszó-világbajnokság és a 2022-es futball-világbajnokság rendezési jogát. Katar ezenkívül sikertelenül pályázott a 2020-as nyári olimpia rendezésére.
Tamím vezeti a Katari Befektetési Hatóság igazgatótanácsát. Az ő irányításával több milliárd dollárt fektettek be az Egyesült Királyságban, jelentős részt vásároltak a Barclays Bankban és a Sainsbury's és Harrods áruházláncokban. Részben a katari állam birtokolja Európa legmagasabb épületét, a londoni Shardot is.
Egyéb megbízatásai:
- A Környezet és Természeti Erőforrások Legfelsőbb Tanácsának vezetője
- A Legfelsőbb Oktatási Tanács vezetője
- Az Információ és Kommunikációs Technológia Legfelsőbb Tanácsának vezetője
- A Közművek Hatósága és a Várostervezési és -Fejlesztési Hatóság igazgatótanácsának vezetője
- A Katari Egyetem vezetői tanácsának elnöke
- Az Uralkodócsaládi Tanács helyettes vezetője
- A Gazdasági Kapcsolatok és Befektetések Legfelsőbb Tanácsának alelnöke
- A Koordinációs és Követési Felső Tanács alelnöke

## Uralkodása

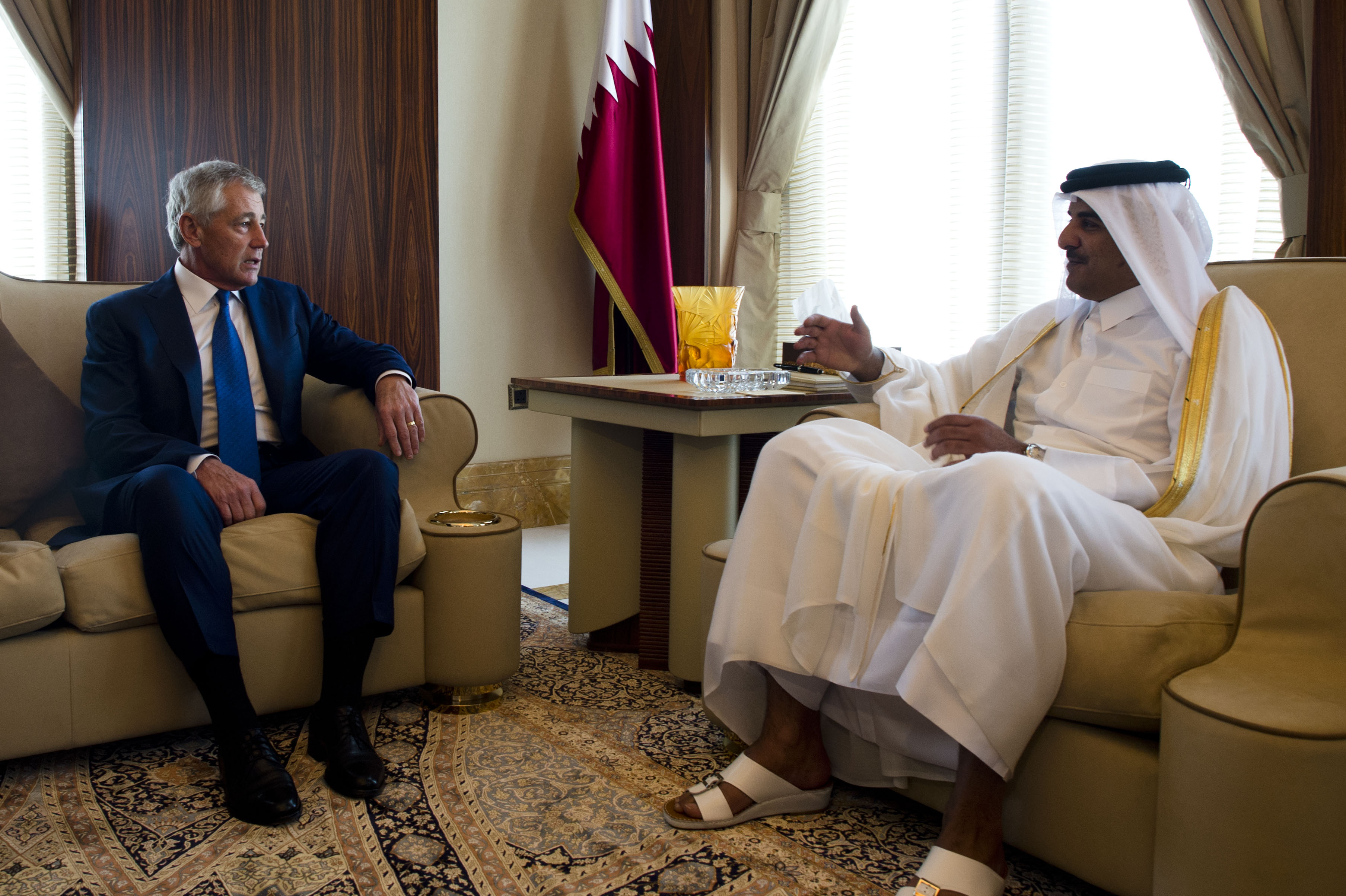
Tamím emír és Chuck Hagel amerikai védelmi miniszter 2013. december 10-én

2013. június 25-én Hamad ibn Halífa emír lemondott a trónról Tamím javára. Televíziós beszédében csak így indokolta döntését: "Itt az ideje, hogy új lapot nyissunk nemzetünk történelmében, ahol az új nemzedék viseli gondját kötelezettségeinknek ... az ők innovatív ötleteikkel". Három generációra visszamenőleg Hamad volt az első katari emír aki önszántából mondott le a trónról és nem örököse kényszerítette ki puccsal távozását.
Az állam legfontosabb posztjain az uralkodócsalád tagjai állnak, ezért a hatalomváltás gond nélkül zajlott. Az új uralkodó várhatóan csökkenti majd a szíriai lázadóknak nyújtott katari segítséget. Tamím vallásosabb mint apja, de emellett pragmatikusan viszonyul a kormányzáshoz; felhasználja a vallást országa érdekeinek támogatásához de nem engedi hogy az iszlamista szélsőségek túlzott befolyásra tegyenek szert.
A különböző források Tamím bin Hamádot "erős egyéniségnek", barátságos, magabiztos és nyitott személynek valamint okos, óvatos és számító személyiségnek írták le. Pragmatikus politikusnak tartják, aki kiváló kapcsolatokat tart fent az Egyesült Államokkal és az Európai Unióval. Tamím emellett konzervatívabb és kockázatkerülőbb apjánál. Rokonszenvezik az egyiptomi Muszlim Testvériséggel.

## Családja
Tamím herceg 2005. január 8-án feleségül vette másod-unokatestvérét, Dzsavahír bint Hamad ibn Szuhaim Al Tánit. Két fiuk és két lányuk született:
- Almajassza bint Tamím Al Táni (2006)
- Hamad ibn Tamím Al Táni (2008)
- Aisa bint Tamím Al Táni (2010)
- Dzsasszim ibn Tamím Al Táni (2012)

2009. március 3-án Tamím összeházasodott második feleségével, Anúd bint Mana Al-Hadzsival. Két gyermekük van, egy fiú és egy lány:
- Najla bint Tamím Al Táni (2010)
- Abdullah ibn Tamím Al Táni (2012)

## Fordítás
- Ez a szócikk részben vagy egészben  a   Tamim bin Hamad Al Thani című angol Wikipédia-szócikk ezen változatának fordításán alapul.  Az eredeti cikk szerkesztőit annak laptörténete sorolja fel. Ez a jelzés csupán a megfogalmazás eredetét és a szerzői jogokat jelzi, nem szolgál a cikkben szereplő információk forrásmegjelöléseként.